# Nesocordulia rubricauda
Nesocordulia rubricauda – gatunek ważki z rodziny Synthemistidae. Endemit Madagaskaru; brak informacji o miejscu typowym czy zasięgu występowania.